# مقاطعة فيرميليون (إلينوي)
مقاطعة فيرميليون (بالإنجليزية: Vermilion County)‏ هي إحدى المقاطعات في ولاية إلينوي في الولايات المتحدة الأمريكية.

## أعلام
- سوزان فيتيغ ألبرت
- تشاد هايز
- مارك فان دورين